# Верхёл, Хейке
Хейке Верхёл (род. 26 февраля 1993 года) — нидерландская шашистка, мастер ФМЖД, международный мастер среди женщин. Победитель командного чемпионата мира (2022) в составе сборной Нидерландов. Чемпионка Европы среди девушек (2012).
Участница европейских и мировых чемпионатов мира по международным шашкам, Всемирных Интеллектуальных игр. Двукратная чемпионка Нидерландов (2016, 2018), двукратный бронзовый призёр  (2013, 2015).
Выступает за клубы WSDV Wageningen, Ons Genoegen Utrecht, Dammers uit Oost .
FMJD-Id: 14163. 